# Corazón salvaje (1966)
Corazón salvaje é uma telenovela mexicana, produzida pela Televisa e exibida em 1966 pelo Telesistema Mexicano.

## Elenco
- Julissa - Mónica Molnar
- Enrique Lizalde - Juan del Diablo
- Jacqueline Andere - Aimée Molnar D'Autremont
- Enrique Álvarez Félix - Renato D'Autremont
- Miguel Manzano - Don Pedro Noel
- Beatriz Paz - Doña Sofía D'Autremont
- Graciela Nájera
- Fanny Schiller
- Socorro Avelar - Ana
- Humberto Jiménez Pons
- Armando Acosta - Bautista
- Fedora Capdevilla - Kuma
- Manolo García - Padrastro de Juan
- Fernando Mendoza - Juez